# Disanthus cercidifolius
Genre
Espèce
Classification APG III (2009)
Disanthus cercidifolius est une espèce de plantes de la famille des Hamamelidaceae. C'est la seule espèce du genre monotypique Disanthus.